# 예산 가야사지
예산 가야사지(禮山 伽倻寺址)는 대한민국 충청남도 예산군 덕산면 상가리에 있는 조선시대의 가야사 절터이다. 1998년 12월 24일 충청남도의 기념물 제150호로 지정되었다.

## 개요
가야사지는 예산군과 서산시 경계에 있는 가야산(伽倻山) 석문봉의 동쪽 아래 넓게 형성된 골짜기에 있는 절터이다.
이곳은 가야동이라고 불리는데 99개의 암자가 있었으며 절터의 중심지라고 전해지는 곳에 흥선대원군 이하응(李昰應)의 아버지인 남연군묘(南延君墓)가 자리잡고 있다.
지금 대부분 개간되어 논과 밭으로 경작되고 있어 사지의 가람을 추정할 만한 유구(遺構)는 이미 파괴된 것으로 보인다. 그러나 가야동 계곡의 논과 밭에 흩어져 있는 기와조각과 석재, 자기조각으로 보아 넓은 골짜기에 걸쳐 거대한 규모로 사찰이 조영되었던 것으로 짐작된다.
대원군이 남연군묘를 면례(緬禮)하기 위해 절을 소각하고 절 뒤에 있던 고려시대 나옹화상(懶翁和尙)이 세운 금탑(金塔)을 철거함으로써 폐사(廢寺)가 되었으며, 이곳에 있던 금탑을 남연군묘 안에 부장했다고 한다. 지금 남아 있는 상태로는 사지의 가람을 확인할 수 없으나 사찰의 중심지로 추정되는 남연군묘 부근에는 기와조각과 초석으로 보이는 대형 석재가 흩어져 있다.

## 같이 보기
- 예산 가야사지 삼층석탑 - 충청남도 문화재자료 제175호
- 남연군

## 참고 문헌
- 예산가야사지 - 국가유산청 국가유산포털